# Кукорево
Куко́рево (болг. Кукорево) — село в Ямбольській області Болгарії. Входить до складу общини Тунджа.

## Населення
За даними перепису населення 2011 року у селі проживали 1550 осіб.
Національний склад населення села:
| Національність   | Кількість осіб | Відсоток |
| ---------------- | -------------- | -------- |
| болгари          | 1355           | 90,3%    |
| цигани           | 129            | 8,6%     |
| турки            | 0              | 0%       |
| інша             | 11             | 0,7%     |
| не визначились   | 5              | 0,3%     |
| Всього відповіли | 1500           |          |

Розподіл населення за віком у 2011 році:
Динаміка населення: